# 祥伝社文庫
祥伝社文庫（しょうでんしゃぶんこ）は、株式会社祥伝社が発行している文庫レーベル。姉妹レーベルとして祥伝社黄金文庫や祥伝社ストリート文庫がある。

## 沿革と概要
1985年（昭和60年）8月1日に創刊される。創刊ラインナップは、太田蘭三『顔のない刑事』、笹沢左保『金曜日の女』、松原泰道『禅語百選 今日に生きる人間への啓示』、樋口清之『梅干と日本刀 上』、半村良『死神伝説』。創刊当初は、ノン・ポシェット（NON・POCHETTE）の名称が用いられる。恩田陸『不安な童話』や法月綸太郎『二の悲劇』などのように「祥伝社文庫」と「ノン・ポシェット」が併記されている書籍もある。巻末には、100字書評のための原稿用紙がついている。
ノン・ポシェット創刊のことばでは、「ノン・ポシェットは、ノン・ブック、ノン・ノベルの姉妹シリーズである」「名称の由来は、ポケットに楽に入れられる判型であることから」「ノン・ブックとノン・ノベルの数ある書籍の中から、豊かな心、深い知恵、大きな楽しみに満ち、年月を経ても色あせない『現代の古典』となるべきものを厳選している」との旨が述べられている。1997年には、祥伝社ストリート文庫を刊行している。創刊15周年を迎えた2000年には、「上質のエンターテインメントを! 珠玉のエスプリを!」と題して、「次代を拓く書き下ろし作品を大胆に起用し、読者の心に響く文庫を目指す」との旨の宣言を発している。
2002年から2003年にかけて、書き下ろしの推理小説シリーズ、「書下ろしdramatic novelette」が刊行されている。2012年には、楡周平『プラチナタウン』が大泉洋主演でテレビドラマ化されている。2014年には、西川司『刑事の十字架』が陣内孝則主演でテレビドラマ化されている。
祥伝社黄金文庫は、ノンフィクションの文庫レーベル。2000年に創刊される。単行本の文庫化のほか、書き下ろし作品も収録している。